# كرة القدم الشاطئية

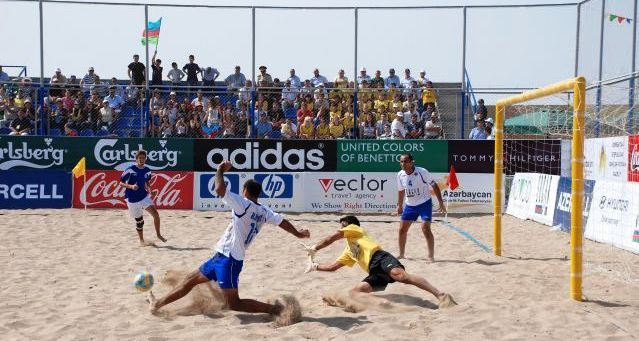

كرة قدم شاطئية هي لعبة تشبه كرة القدم لكن الفرق هو أن هذه اللعبة تلعب في الرمال في الشمس ويلعبون اللاعبين بها من دون أحذية.

## التاريخ
كانت تُمارس رياضة كرة القدم الشاطئية على سبيل الهواية في مختلف أرجاء العالم لسنوات عديدة وبأشكال متنوعة. ولم يتم وضع الأسس القانونية للعبة وسن قواعدها إلا في سنة 1992 عندما نُظمت أول بطولة في مدينة لوس أنجلوس الأمريكية. وفي الصيف الموالي استضافت شواطئ ميامي أول بطولة احترافية عالمية بمشاركة فرق من الولايات المتحدة الأمريكية والبرازيل والأرجنتين وإيطاليا، وهو ما وُصف فيما بعد بالحدث التاريخي في سجل هذه الرياضة.
وشهدت سنة 1994 أول تغطية تلفزيونية لمباريات كرة القدم الشاطئية مباشرة من ملاعب كوباكابانا في ريو دي جانيرو، وهو ما أتاح الفرصة أمام ثاني أكبر مدن البرازيل لاستضافة أول بطولة للعالم في هذه الرياضة سنة 1995. وإذا كانت بلاد السامبا قد دخلت التاريخ بكونها أول بلد يستضيف مونديال الرمال، فإن نجوم «السيليساو» لم يفوتوا الفرصة على أرضهم وأمام جماهيرهم، ليصبحوا بدورهم أول فريق يُتوج باللقب العالمي. وبعد نجاح الدورة الافتتاحية أصبحت اللعبة محط اهتمام العديد من المتتبعين في مختلف أنحاء العالم، حيث ازداد الإقبال على المباريات والدوريات، مما مهد الطريق لتنظيم أول جولة عالمية لمحترفي كرة القدم الشاطئية سنة 1996.
وشملت هذه الجولة ما لا يقل عن 60 مباراة على مدى سنتين في شواطئ أمريكا الجنوبية وأوروبا وآسيا والولايات المتحدة الأمريكية، بمشاركة بعض مشاهير عالم كرة القدم داخل الملعب وخارجه. وبفضل النجاح الكبير الذي حققته هذه الجولة العالمية، تم استحداث أول بطولة أوروبية لمحترفي الكرة الشاطئية سنة 1998، وهو ما شكل أساساً متيناً لتشجيع ممارسة اللعبة على مستوى الاحتراف في القارة العجوز ودول الجوار. وقد نجحت هذه التجربة بالفعل، حيث تمكن المشرفون على البطولة الأوروبية من القيام بعمل ممتاز على مستوى الدعاية، كما استجابوا بشكل كامل للمتطلبات المتعلقة بالتغطية الإعلامية ونجحوا في جلب الشركات الراعية واستقطاب الجماهير على حد سواء. وقد شكلت هذه البادرة أول خطوة ناجحة نحو وضع اللبنات الأساسية لهيكل دولي خاص بمسابقات كرة القدم الشاطئية الاحترافية، وذلك بعد مرور أربع سنوات فقط على خروج اللعبة إلى الوجود.
وشهدت البطولة الأوروبية ازدهاراً كبيراً في سنواتها الأولى، إذ تميزت دورة 2000 بحدة التنافس والروح القتالية العالية. ولم يُحسم أمر لقب القارة العجوز إلا في الأنفاس الأخيرة عندما فازت أسبانيا على جارتها البرتغال في نهائي متكافئ. وفي السنوات الأربع التالية، أصبح دوري «يورو ليغ» أقوى بطولة شاطئية في العالم، مما ساهم بشكل كبير في تطوير اللعبة على المستوى الدولي، إذ خرج إلى الوجود 17 منتخباً وطنياً خلال سنة 2004، فيما وصل عدد الفرق القومية إلى 20 فريق في عام 2005، علماً أن أكثر من 70 دولة أبدت رغبتها في استضافة بطولات دولية.
ولم تُصبح الكرة الشاطئية عضواً في الاتحاد الدولي لكرة القدم FIFA إلا قبل سنتين، إذ لم يُنظم أول مونديال في اللعبة إلا في مايو\أيار الماضي، حيث كان ذلك على رمال شواطئ كوباكابانا في ريو دي جانيرو. وأمام استغراب الجميع، باتت فرنسا أول بلد يحرز لقب كأس العالم FIFA لكرة القدم الشاطئية بتغلبها على البرتغال في المباراة النهائية، بينما سقط المرشح الأكبر، منتخب البرازيل، في مرحلة نصف النهائي.
إلا أن نجوم السامبا استدركوا ما ضاع منهم في النسخة الأولى، حيث أحرزوا اللقب العالمي في بطولة العام التالي، والتي شهدت مشاركة 16 منتخباً لأول مرة في تاريخ المسابقة. وفازت البرازيل بكل سهولة على منتخب أوروجواي في المباراة النهائية، لتحمل أول لقب كأس العالم FIFA لكرة القدم الشاطئية في تاريخها، بعدما كانت قد تُوجت فيما قبل بطلة للعالم قبل أنضمام اللعبة إلى لواء الاتحاد الدولي.

## القوانين
المباراة 3 أشواط مدة كل شوط 12 دقيقة صافيه ويتوقف التوقيت حسب رؤية الحكم و
إذا أنتهت المباراة بالتعادل. يلعب شوط رابع أضافي مدته 3 دقائق
وإذا استمر التعادل ينتقل الفريقين إلى ركلات الترجيح بواقع ضربة بضربة
- عدد اللاعبون: 5 ومن ضمنهم الحارس

و 7 لاعبين أحتياط من ضمنهم الحارس
- الكرة: وزنها 400 - 440 غراما... 68 سم
- الحكم: يدير المباراة وحكمان يقفان على طرفي الملعب

و 4 حكام يعملون في أماكن مختلفة منهم حكم ميقاتي وحكم رابع
قياسات:
- طول الملعب: 35 - 37 متر
- العرض: 26 - 28 متر
- طول العارضة: 2,21 متر
- عرض العارضة: 5,49 متر
- منطقة البنلتي: 9 أمتار

معلومات بسيطة:
- على الحارس أن يرمي الكرة بيده وليس بقدمه عندما يمسك الكرة
- لا يوجد قانون التسلل
- أرضية الملعب رملية

## احصائيات
سجل دورات بطولة العالم للكرة الشاطئية:
2007
| السنة | الملعب                                    | المكان   | البطل            | الوصيف           | أفضل لاعب                      | هداف البطولة                                                    | أفضل حارس مرمى        | إجمال الأهداف                                 |
| ----- | ----------------------------------------- | -------- | ---------------- | ---------------- | ------------------------------ | --------------------------------------------------------------- | --------------------- | --------------------------------------------- |
| 2007  | كوباكابانا بيتش، ريو دي جانيرو            | البرازيل | البرازيل         | المكسيك          | بورو البرازيل                  | بورو البرازيل - برصيد 10 أهداف                                  |                       | 261 (بمعدل8.2 أهداف في المباراة)              |
| 2006  | كوباكابانا بيتش، ريو دي جانيرو            | البرازيل | الأوروغواي       | فرنسا            | مادجر البرتغال                 | مادجر البرتغال - برصيد 21 هدفاً                                  |                       | 286 (بمعدل8.9 أهداف في المباراة)              |
| 2005  | كوباكابانا بيتش، ريو دي جانيرو            | فرنسا    | البرتغال         | البرازيل         | مادجر البرتغال                 | مادجر البرتغال - برصيد 12 هدفاً                                  |                       | 164 (بمعدل8.2 أهداف في المباراة)              |
| 2004  | كوباكابانا بيتش، ريو دي جانيرو            | البرازيل | إسبانيا          | البرتغال         | جورجينيو البرازيل              | مادجر البرتغال - برصيد 12 هدفاً                                  | روبيرتو إسبانيا       | 155 (بمعدل7.8 أهداف في المباراة)              |
| 2003  | كوباكابانا بيتش، ريو دي جانيرو            | البرازيل | إسبانيا          | البرتغال         | أماريلي إسبانيا                | نينيم البرازيل - برصيد 15 هدفاً                                  | روبيرتينيو البرازيل   | 150 (بمعدل9.4 أهداف في المباراة)              |
| 2002  | فيتوريا إسبيريتو سانتو وجواروجا ساو باولو | البرازيل | البرتغال         | الأوروغواي       | نينيم البرازيل                 | نينيم البرازيل، مادجر البرتغال ونيكو الأوروغواي - برصيد 9 أهداف | نومشارون تايلاند      | إجمالي الأهداف 145 (بمعدل9.1 هدف في المباراة) |
| 2001  | كوستا دو ساويبي، باهيا                    | البرتغال | فرنسا            | الأرجنتين        | هيرناني البرتغال               | ألان البرتغال - برصيد 10 أهداف                                  | أولميتا فرنسا         | إجمالي الأهداف 144 (بمعدل7.2 هدف في المباراة) |
| 2000  | مارينا دا جلوريا، ريو دي جانيرو           | البرازيل | بيرو             | إسبانيا          | جونيور البرازيل                | جونيور البرازيل- برصيد 13 هدفاً                                  | كاتو اليابان          | إجمالي الأهداف 172 (بمعدل8.6 هدف في المباراة) |
| 1999  | كوباكابانا بيتش، ريو دي جانيرو            | البرازيل | البرتغال         | الأوروغواي       | جورجينيو البرازيل              | جونيور البرازيل وماتوساس الأوروغواي - برصيد 10 أهداف            | بيدرو كريسبو البرتغال | إجمالي الأهداف 186 (بمعدل9.3 هدف في المباراة) |
| 1998  | كوباكابانا بيتش، ريو دي جانيرو            | البرازيل | فرنسا            | الأوروغواي       | جونيور البرازيل                | جونيور البرازيل - برصيد 14 أهداف                                | باولو سيرجيو البرازيل | إجمالي الأهداف 219 (بمعدل9.1 هدف في المباراة) |
| 1997  | كوباكابانا بيتش، ريو دي جانيرو            | البرازيل | الأوروغواي       | الولايات المتحدة | جونيور البرازيل                | جونيور البرازيل وفينانسيو راموس الأوروغواي - برصيد 11 هدفاً      | باولو سيرجيو البرازيل | إجمالي الأهداف 144 (بمعدل9 هدف في المباراة)   |
| 1996  | كوباكابانا بيتش، ريو دي جانيرو            | البرازيل | الأوروغواي       | إيطاليا          | إدينيو البرازيل                | ألتوبيلي إيطاليا - برصيد 14 هدفا                                | باولو سيرجيو البرازيل | إجمالي الأهداف 131 (بمعدل8.2 هدف في المباراة) |
| 1995  | كوباكابانا بيتش، ريو دي جانيرو            | البرازيل | الولايات المتحدة | إنجلترا          | زيكو البرازيل وجونيور البرازيل | زيكو البرازيل والتوبيلي إيطاليا - برصيد 12 هدفاً                 | باولو سيرجيو البرازيل | إجمالي الأهداف 149 (بمعدل9.3 هدف في المباراة) |